# Basic Income Earth Network
Pour les articles homonymes, voir Bien.
Le Basic Income Earth Network (BIEN), en français Réseau mondial pour le revenu de base, est un réseau d'universitaires et d'activistes qui promeut la proposition du revenu de base inconditionnel, c'est-à-dire un revenu garanti octroyé de manière inconditionnelle et universelle à tous les membres d'une communauté politique. Contrairement au revenu minimum, le revenu de base serait distribué sans conditions ni de revenu ni de travail. Cette organisation sert de lien entre les individus et groupes défendant le concept à travers le monde, assurant une communication internationale entre ses parties prenantes. Tous les deux ans, le BIEN organise un congrès international.
Le BIEN a été fondé en 1986, initialement sous le nom de « Basic Income European Network », lors d'une première conférence internationale à Louvain-la-Neuve. Conséquemment au développement de l'idée, l'organisation s'est renommée « Basic Income Earth Network » en 2004. 
Les principaux membres fondateurs du BIEN sont Yoland Bresson, Philippe Van Parijs, Guy Standing et David Casassas.